# 푸조 406

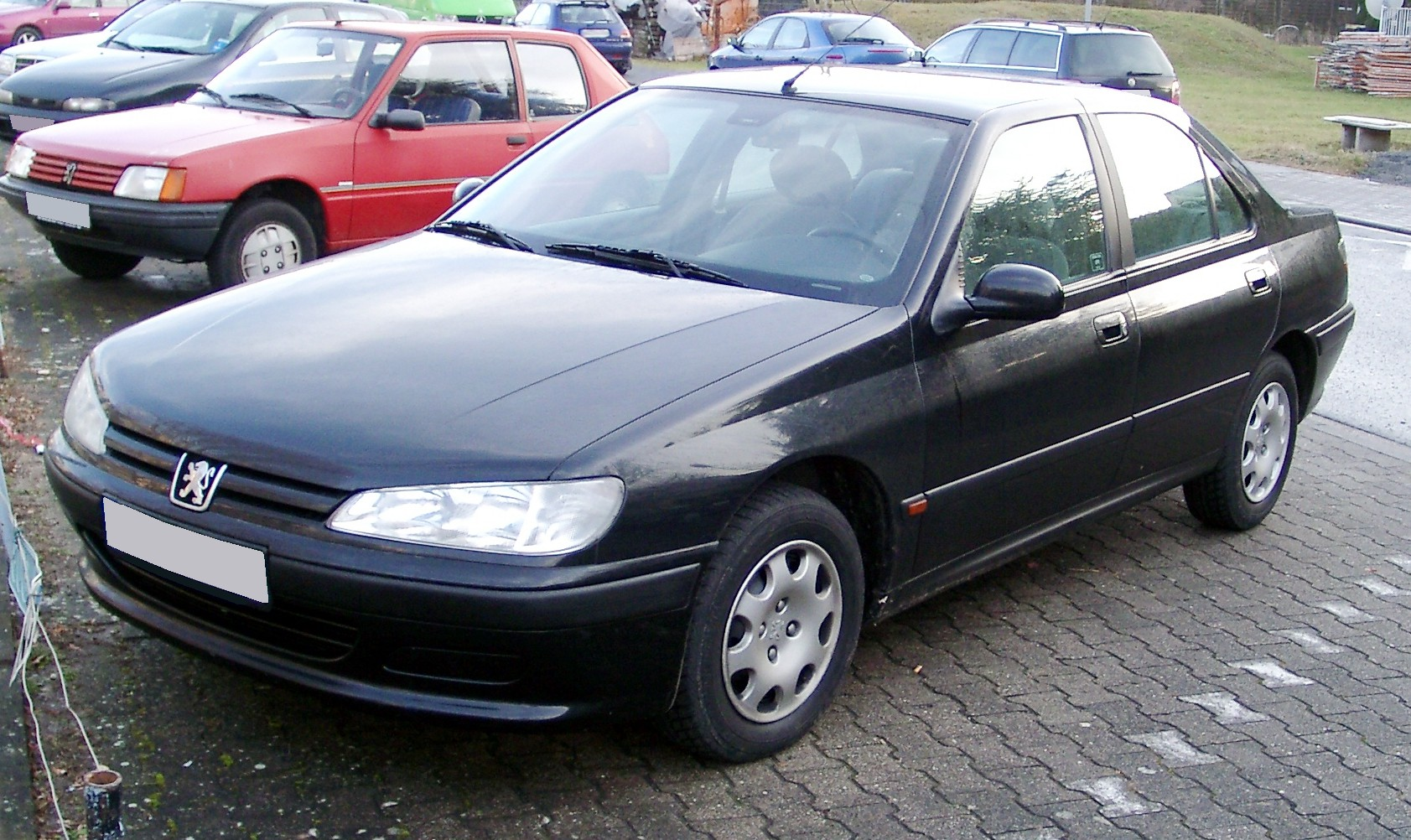
푸조 406 정측면

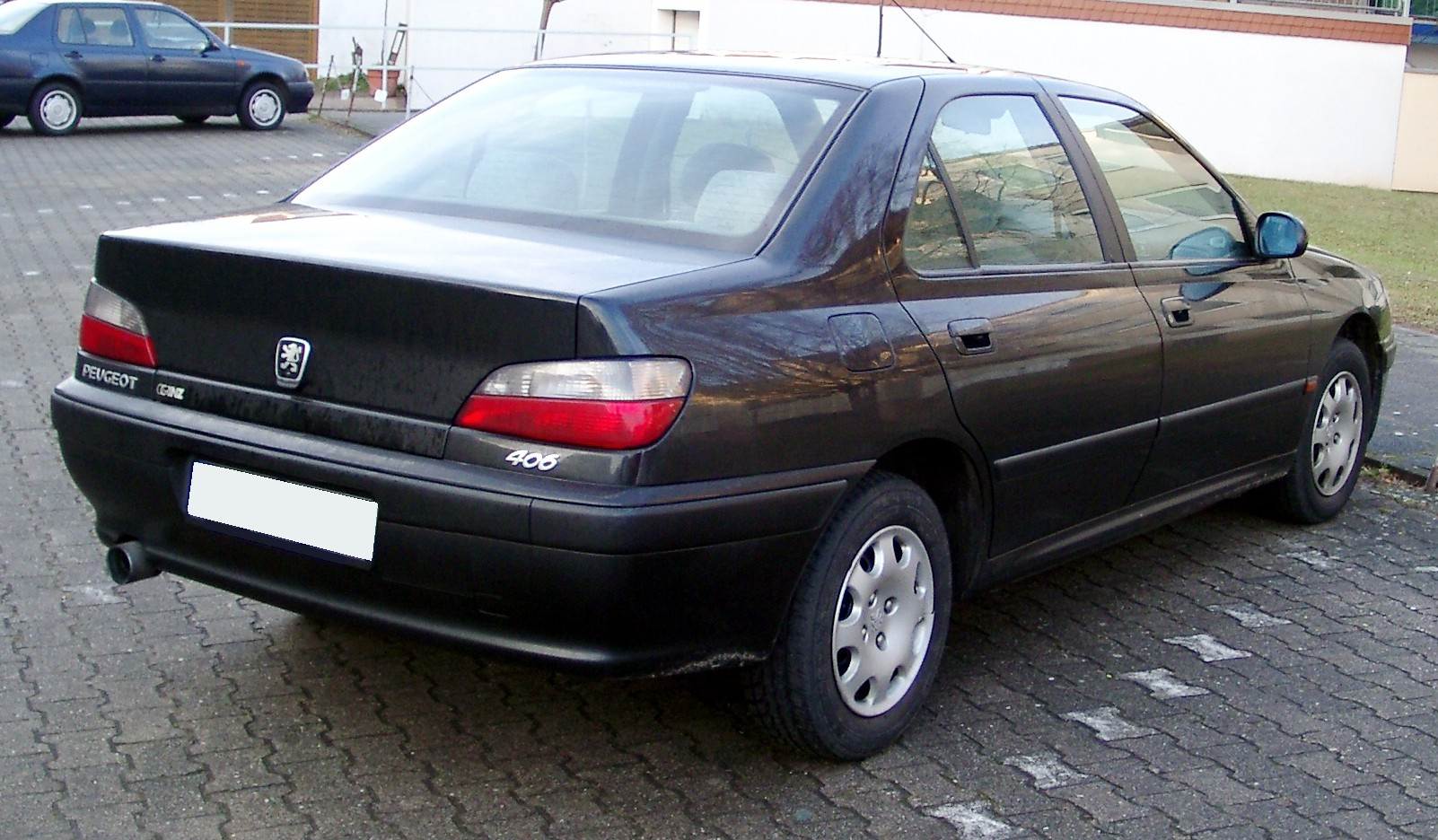
푸조 406 후측면

푸조 406(Peugeot 406)은 프랑스의 자동차 메이커인 푸조의 승용차로, 405의 후속 차종이다. 1995년에 개최된 프랑크푸르트 모터쇼에서 처음 발표되었으며, 영화 택시를 통해 인지도가 높아졌다. 피닌파리나에서 개발된 매끄러운 디자인에 서스펜션은 앞 맥퍼슨 스트럿, 뒤 멀티 링크가 적용되었다. 출시 첫해에 유럽 올해의 차를 수상했다. 세단이 먼저 선보였고 이후에 브레이크로 명명된 스테이션 왜건과 쿠페가 더해졌다. 2004년에 후속 차종인 407이 출시되어 단종되었다. 그러나 이집트에서는 꾸준한 수요가 이어져 2008년까지 생산되었다.

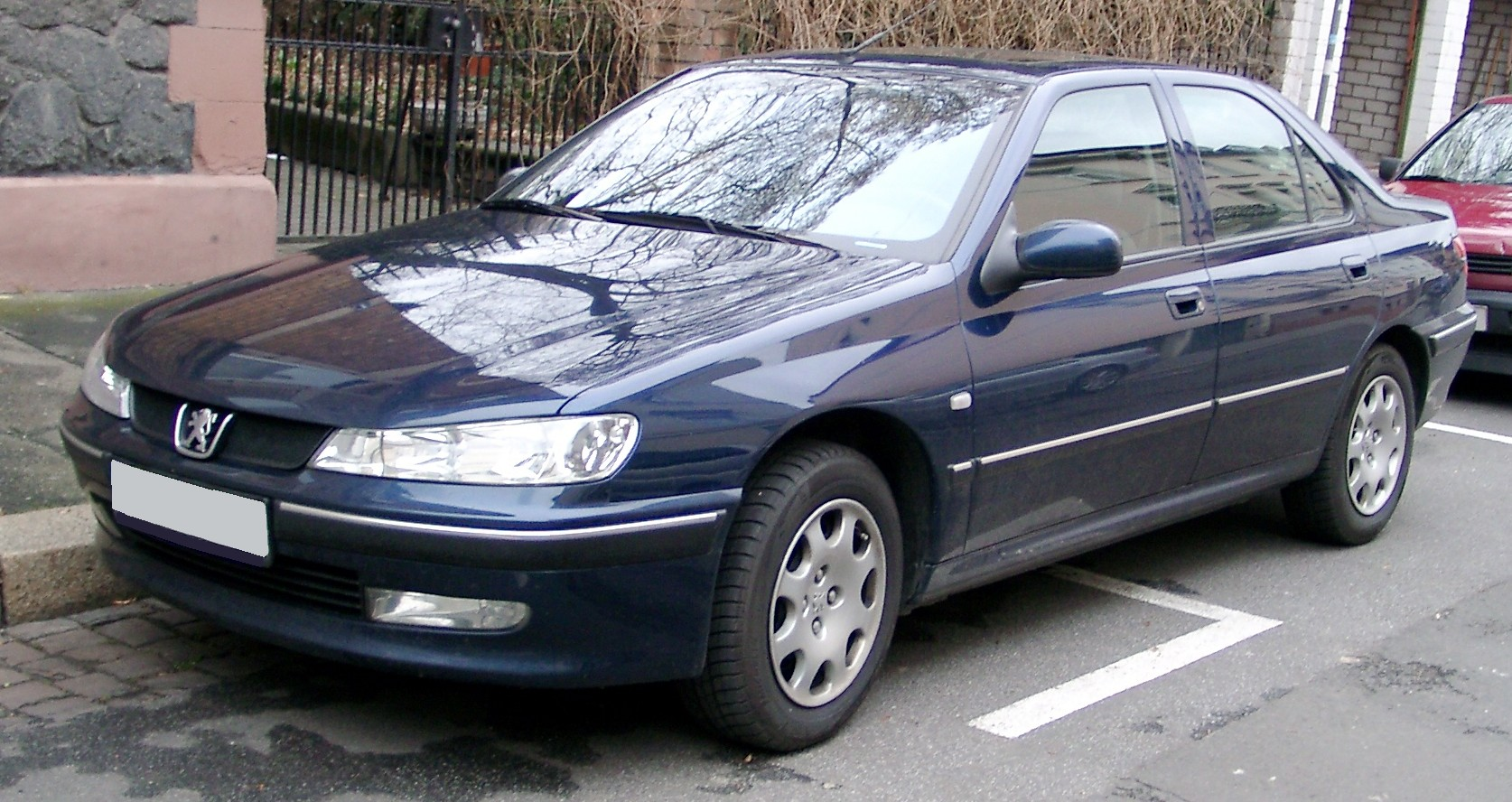
푸조 406(후기형) 정측면
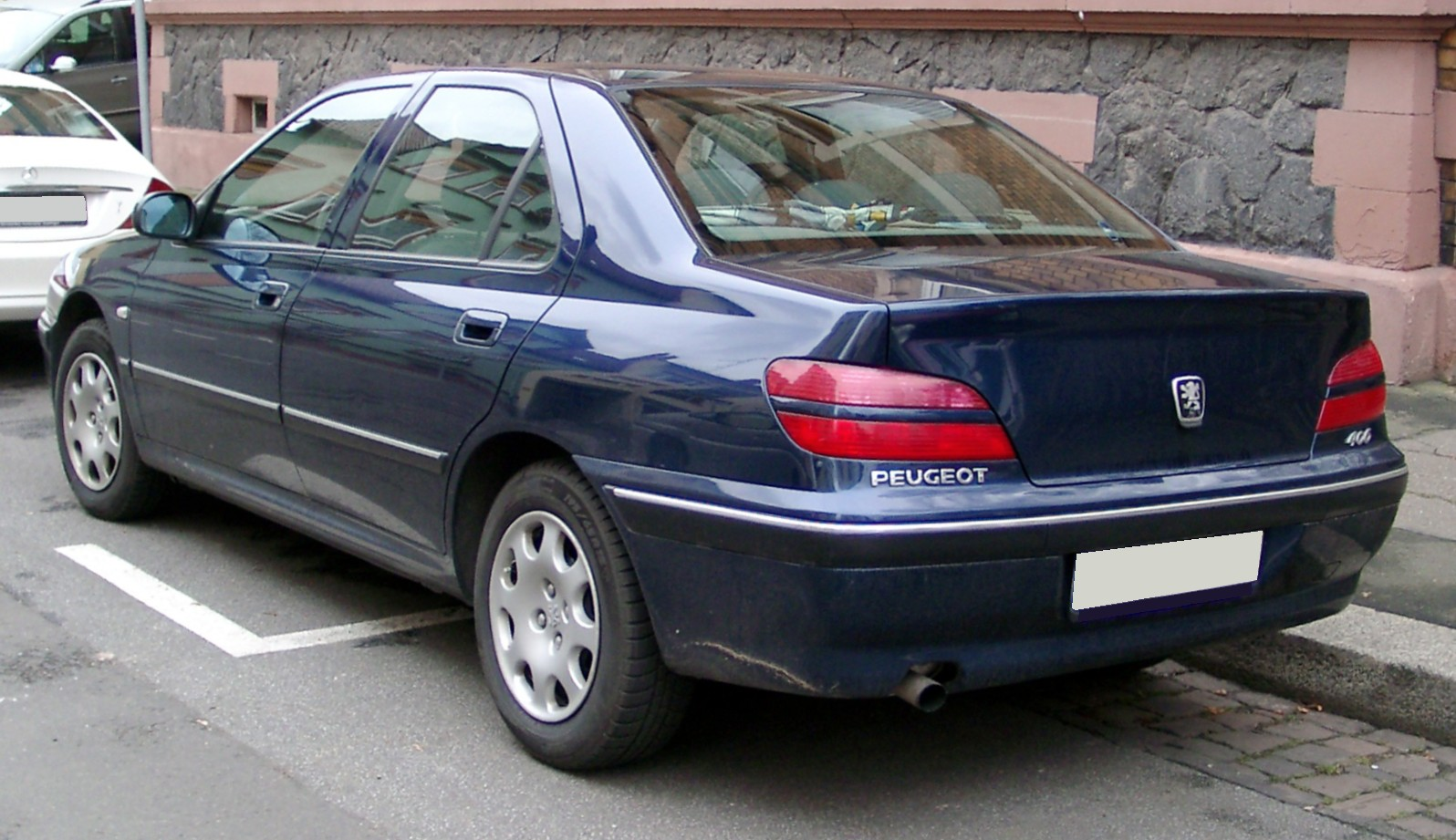
푸조 406(후기형) 후측면
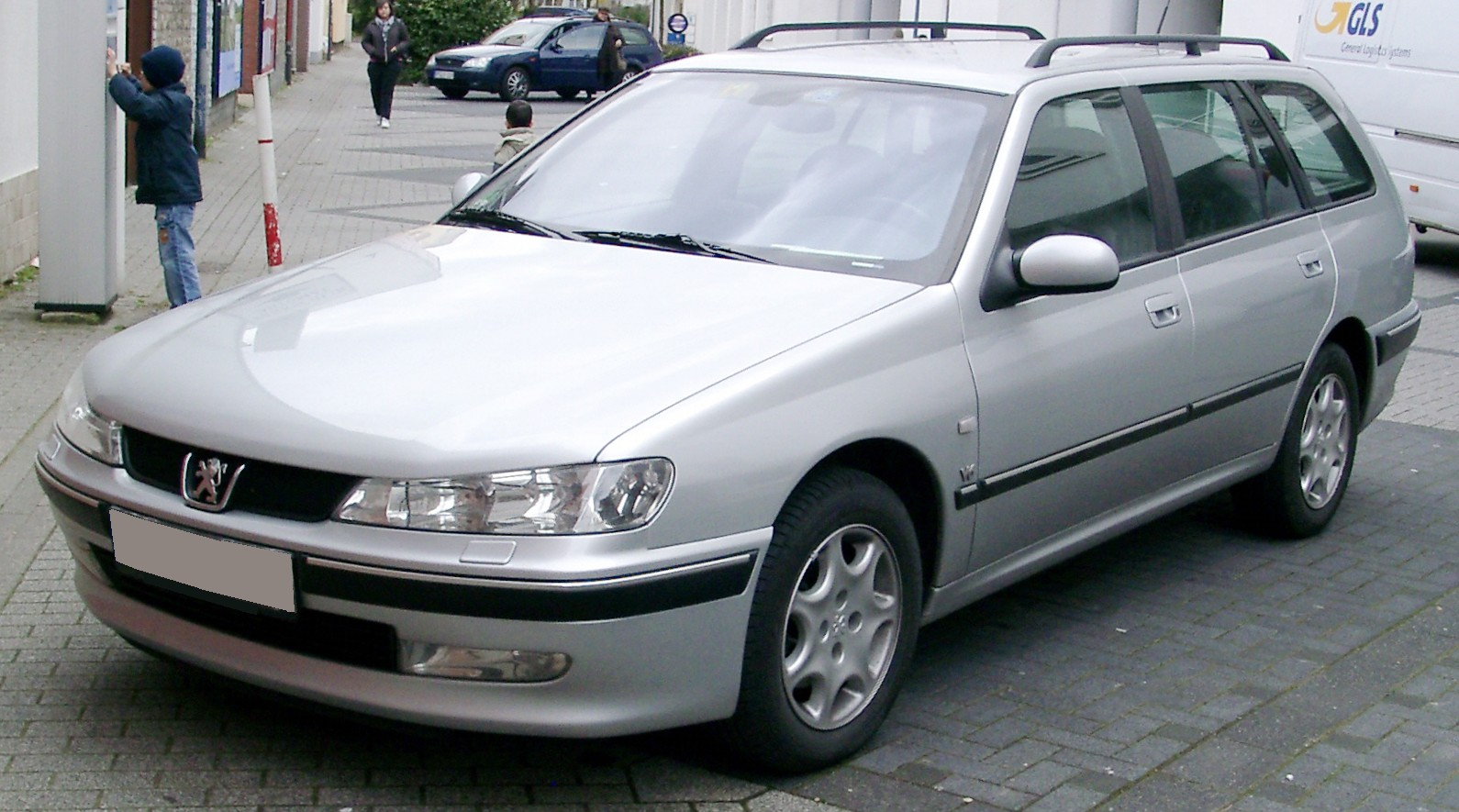
푸조 406 브레이크(전기형) 정측면
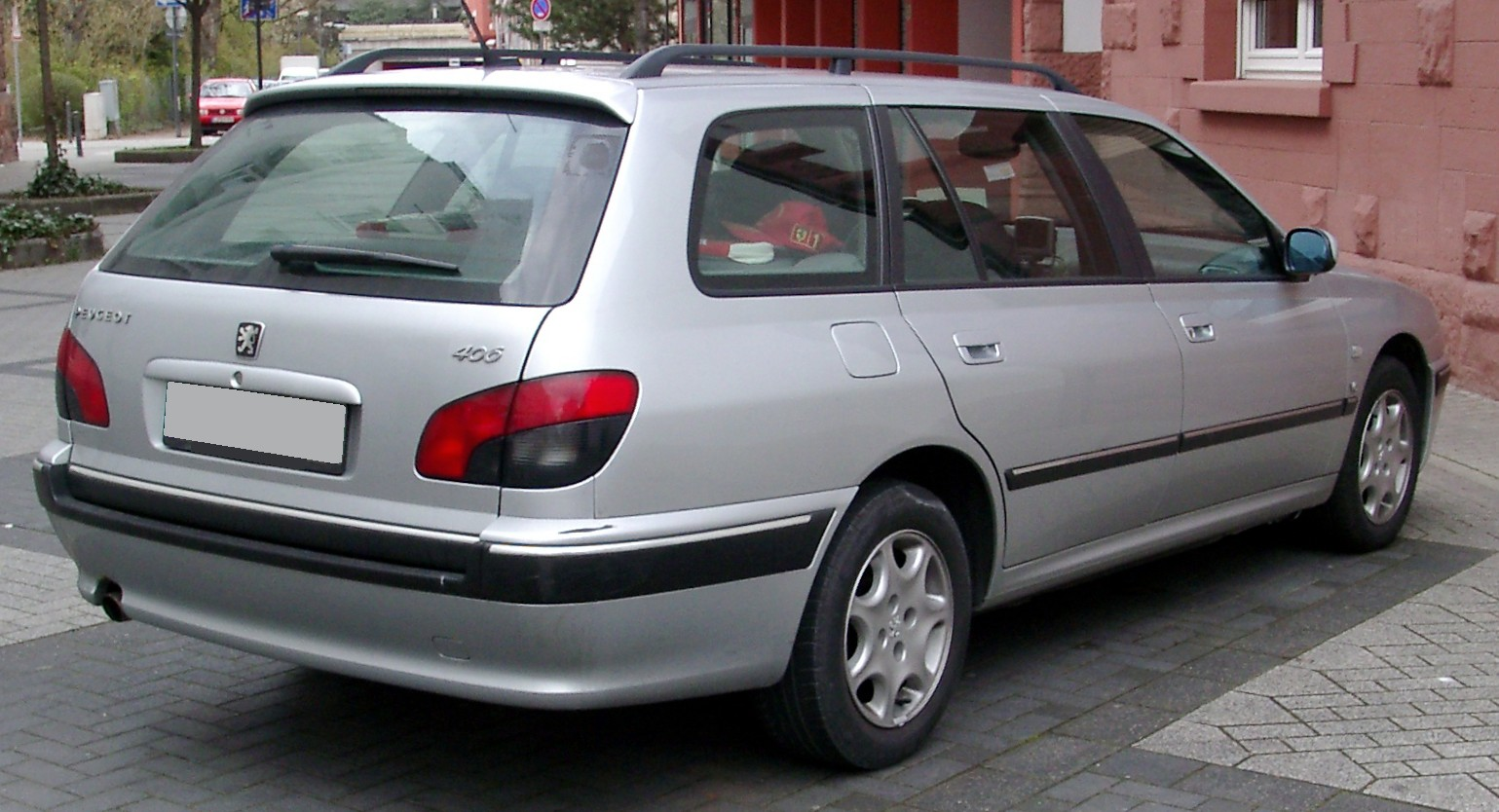
푸조 406 브레이크(전기형) 후측면
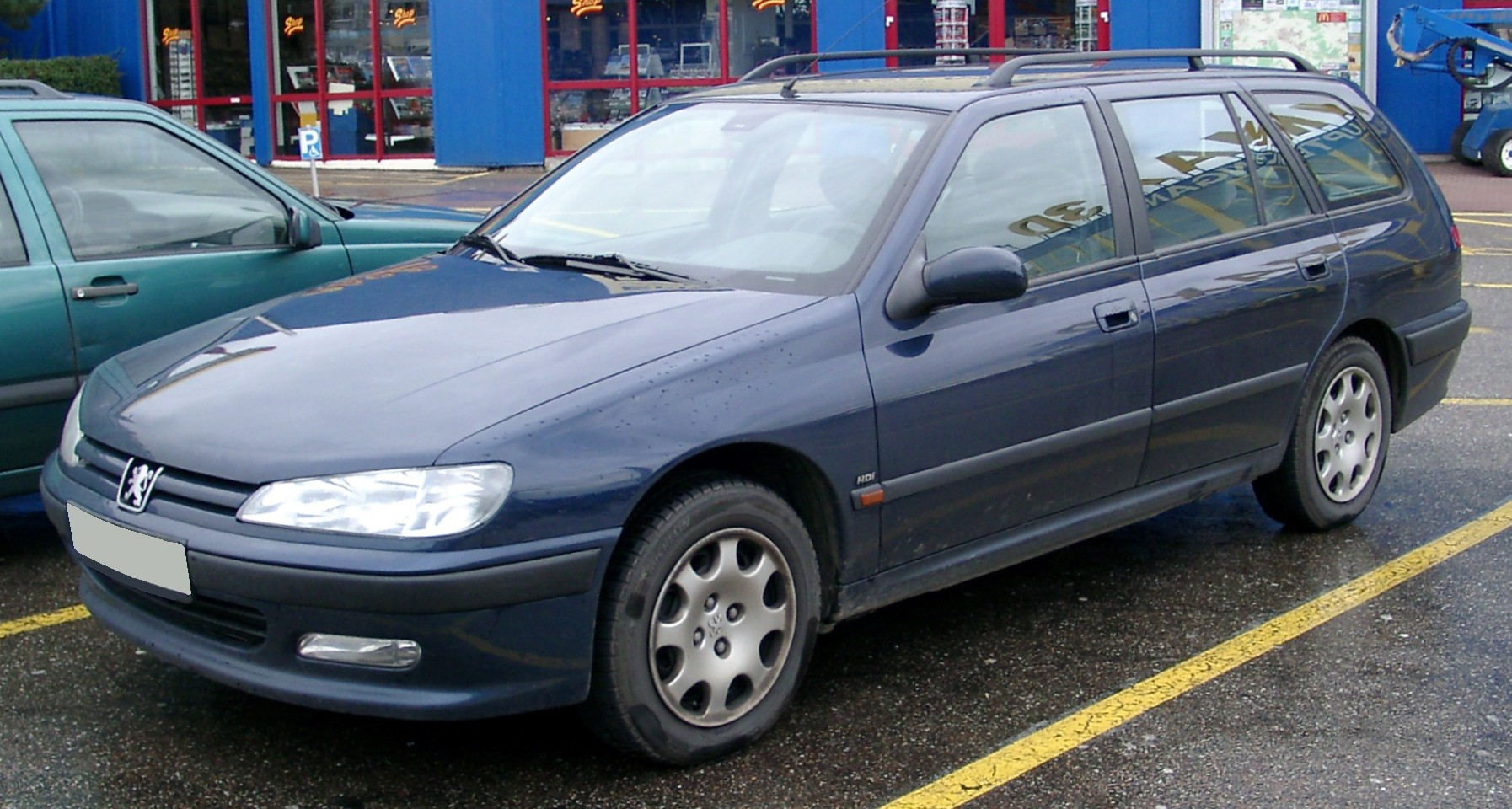
푸조 406 브레이크(후기형) 정측면
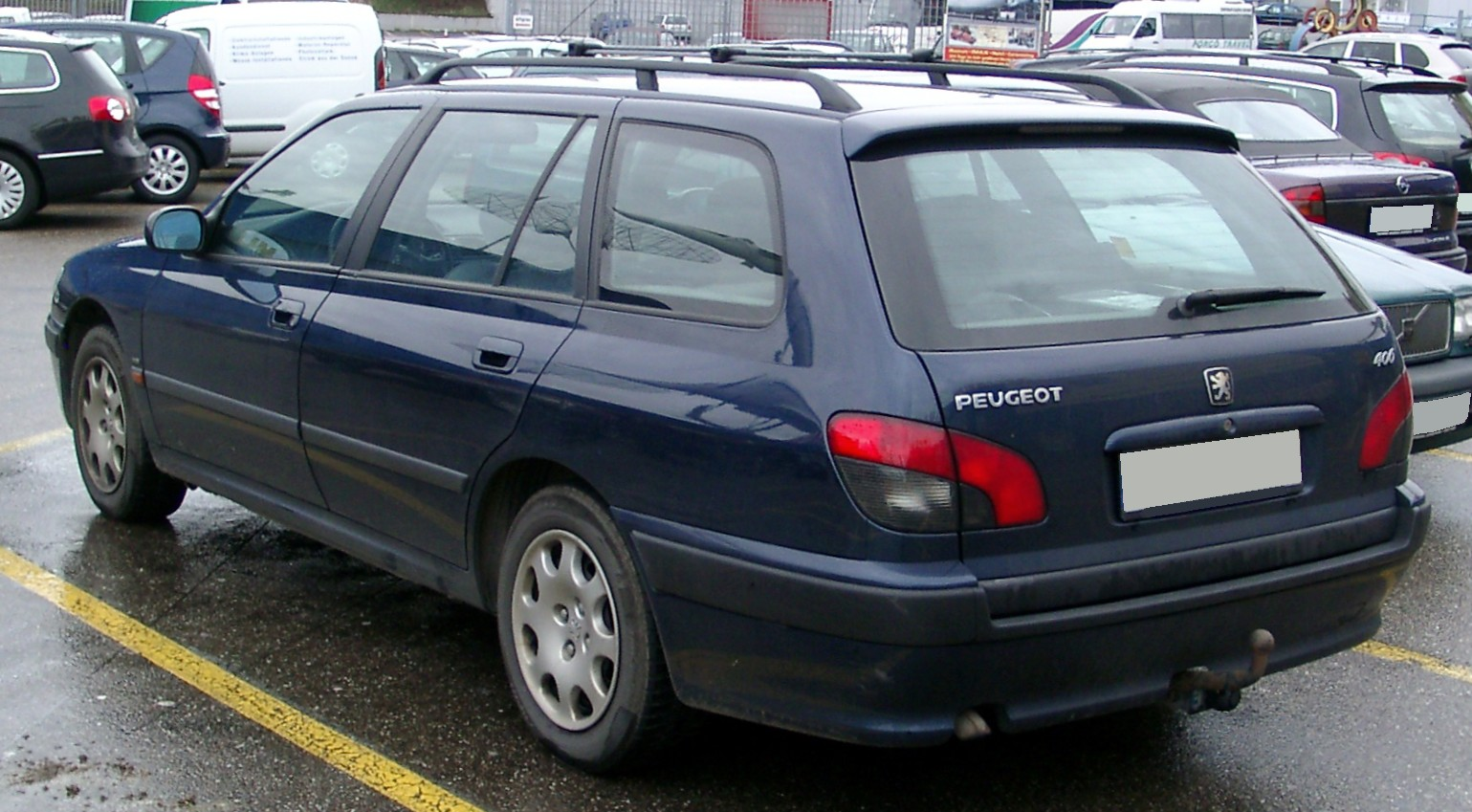
푸조 406 브레이크(후기형) 후측면
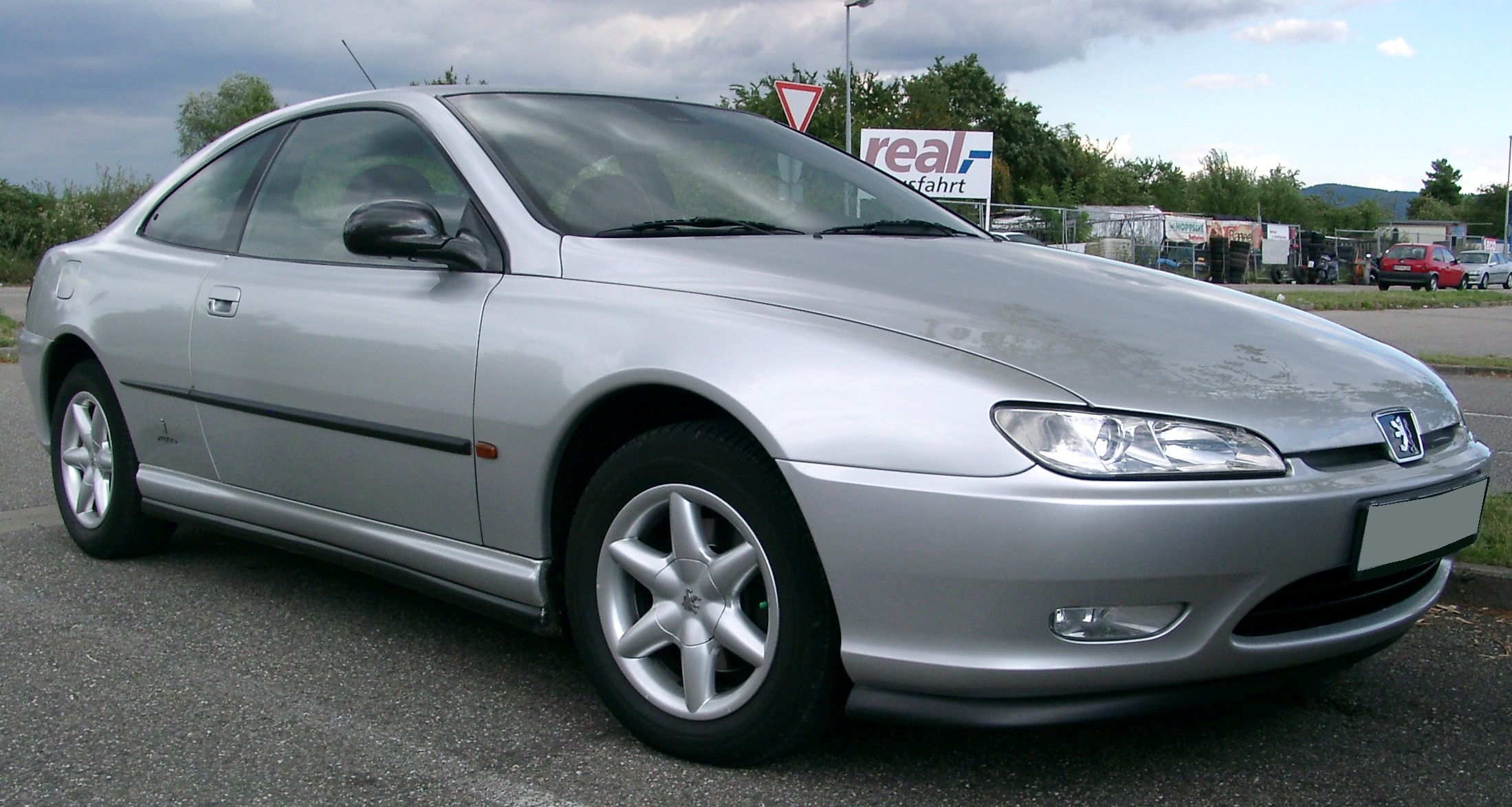
푸조 406 쿠페(전기형) 정측면
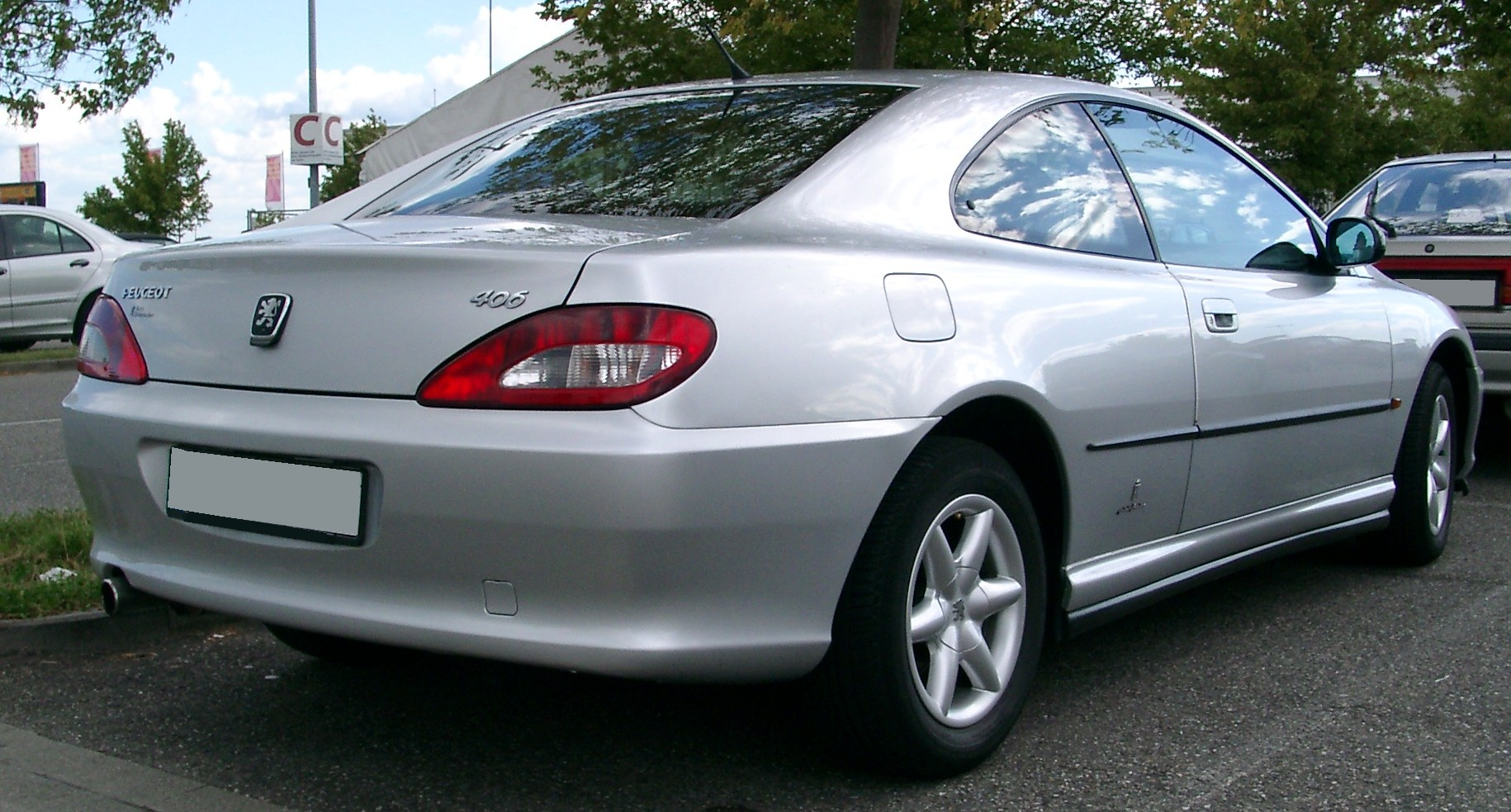
푸조 406 쿠페(전기형) 후측면
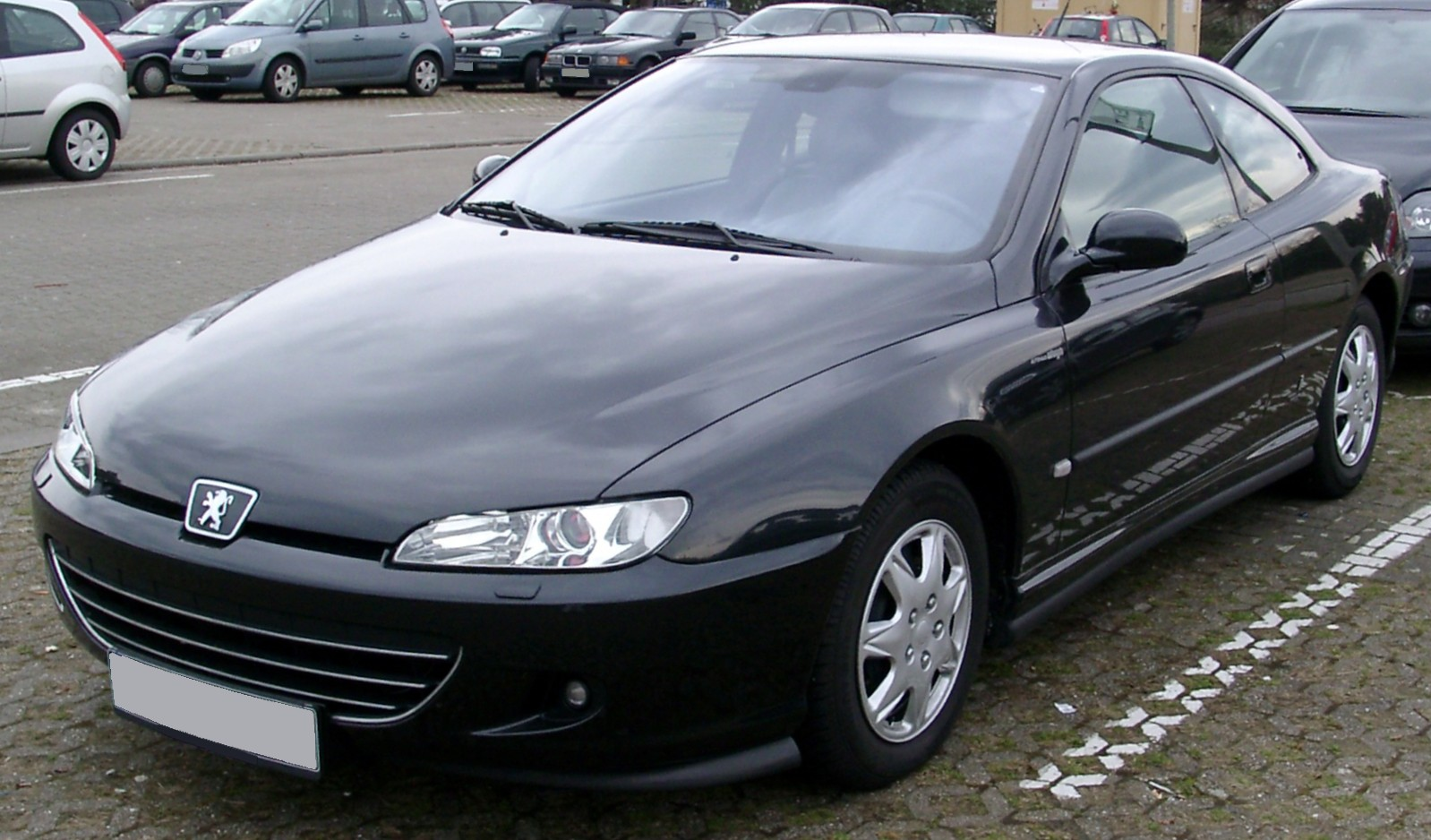
푸조 406 쿠페(후기형) 정측면
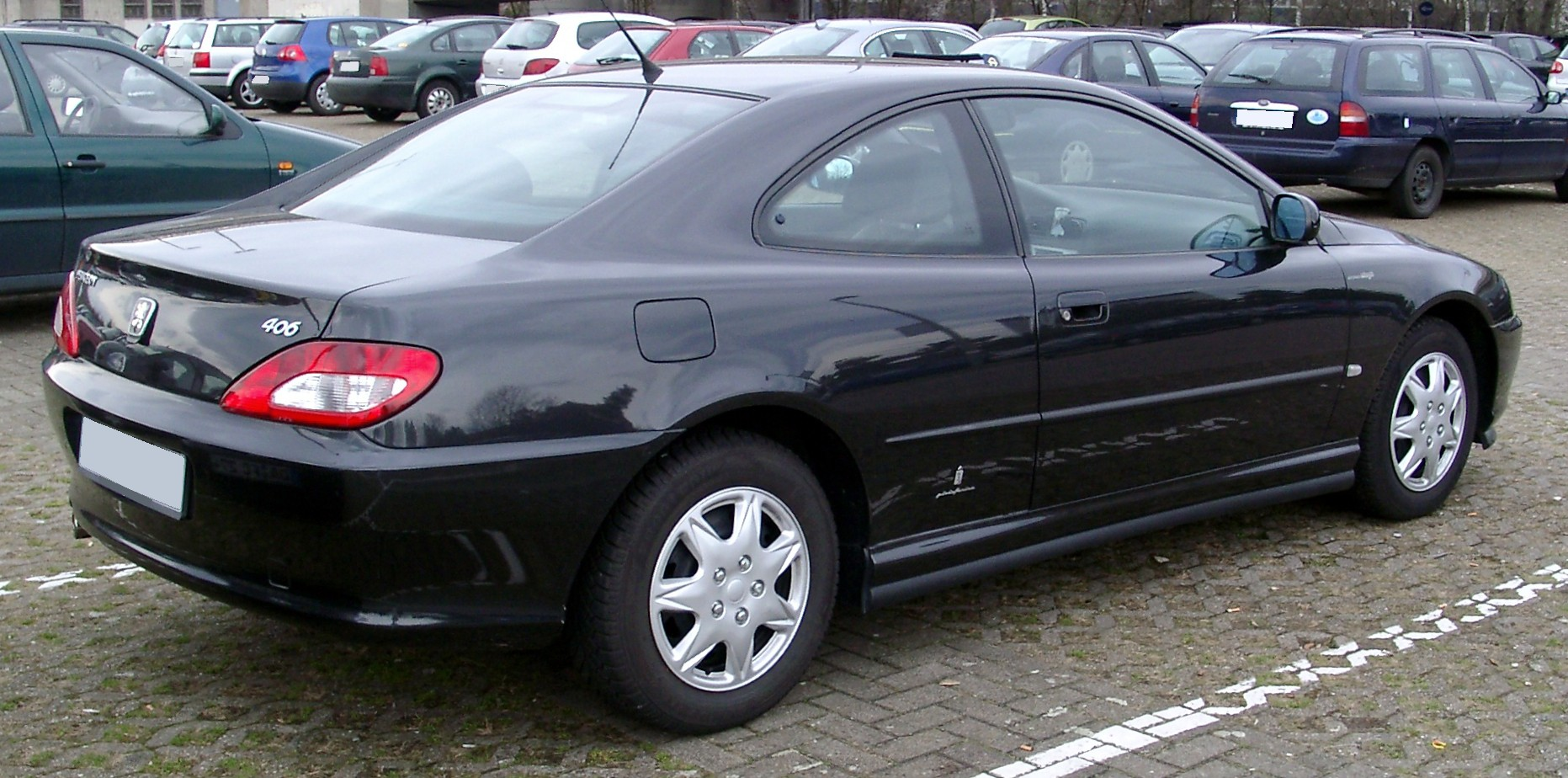
푸조 406 쿠페(후기형) 후측면